# Guerrilla Girls
Guerrilla Girls zijn vrouwelijke kunstenaars die zich ten doel stellen seksisme en racisme in de kunstwereld aan de kaak te stellen. De groep is in 1985 in New York opgericht. Leden dragen gorillamaskers en gebruiken de naam van overleden vrouwelijke kunstenaars omdat ze de zaak - sexisme en racisme in de kunsten - belangrijker vinden dan hun eigen identiteit of hun eigen werk. Het idee gorillamaskers te dragen ontstond overigens nadat een van de leden het woord guerrilla abusievelijk verkeerd spelde.

## Geschiedenis
De Guerrilla Girls werden opgericht in 1985, in een reactie op de expositie "An International Survey of Recent Painting and Sculpture" in het Metropolitan Museum of Art in New York. De tentoonstelling werd gehouden ter ere van de opening van het nieuw gerenoveerde en uitgebreide museum en was gepland als een weergave van de meest belangrijke moderne kunstenaars.
De tentoonstelling liet werk zien van in totaal 169 kunstenaars, van wie er 13 vrouw waren. In een reactie protesteerden de Guerrilla Girls op de stoep van het museum. Het leek de bezoekers weinig te kunnen schelen. Daarom zochten ze naar een betere manier om aan te tonen dat er sprake is van institutioneel sexisme in de kunstwereld. Ze wilden een beroep doen op het geweten van galeriehouders en museumdirecteuren en begonnen een postercampagne in New York waarin ze simpelweg feiten publiceren over het aantal vrouwelijke kunstenaars in galeries en musea.

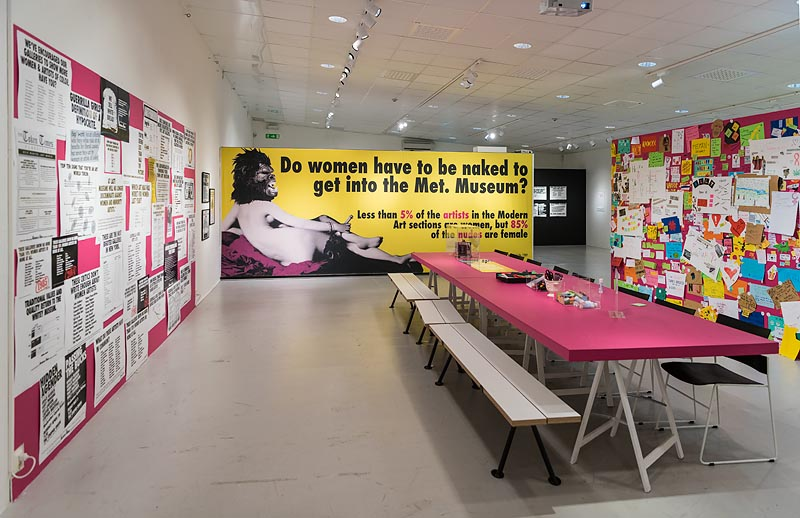

In 1989 telden ze bijvoorbeeld in het Museum of Modern Art het aantal vrouwelijke kunstenaars én het aantal vrouwen dat naakt afgebeeld werd in een kunstwerk. De conclusie was: 5% van de kunstenaars op de afdeling moderne kunst is vrouw en 85% van de naakten is vrouw. Ze stelden op een iconische poster de retorische vraag "do women have to be naked to get into the museum?" (moeten vrouwen naakt zijn om in een museum te kunnen komen?).
Naast feiten is humor een belangrijk element in de acties van de Guerrilla Girls en vanaf 1989 protesteert de groep ook tegen racisme en treden ze ook op buiten de USA op. In 2017 telden ze bijvoorbeeld in een tentoonstelling in het Van Goghmuseum over Nederlandse kunstenaars in Parijs één vrouw. Ze maakten een video waarin ze dit aan de kaak stelden met de titel "One is not enough".

## Succes
Veel mensen geloven dat de Guerrilla Girls bijdragen aan meer diversiteit in galeries en musea. Ze hebben voor hun werk prijzen gekregen waaronder de Suzan B. Anthony Award van de National Organization for Women.  Ze roepen iedereen op om mee te doen want "creatief klagen helpt"